# نيوريكسين

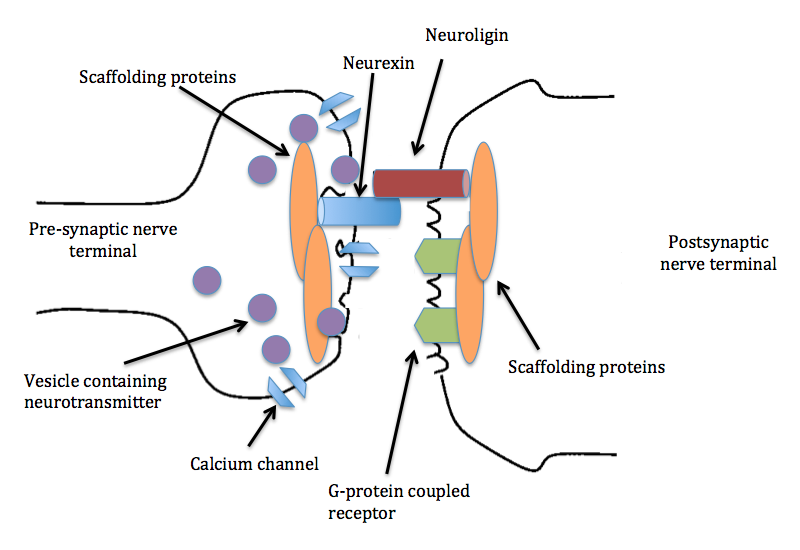

النيوريكسين (NRXN) هو بروتين قبل مشبكي يساعد على لصق العصبون ببعضه في المشبك. وهي بروتينات غشائية من النوع آي (I) ويمكن تصنيفها إلى نوعين هما نيوريكسينات ألفا ونيوريكسينات بيتا. ونيوريكسينات ألفا أكبر في الحجم من نيوريكسينات بيتا وتحتوي على تتابعات خارج خلوية طرفية للأمينو تختلف عن تتابعات نيوريكسينات بيتا. تعمل النيوريكسينات وسيطًا للإشارات عبر المشبك وتؤثر على خواص الشبكات العصبية بتحديد الوظائف المشبكية. أثناء التحولات الجينية في الإنسان، وتشترك النيوريكسينات المُشفرة في التوحد وغيره من الأمراض الإدراكية.
وقد تم اكتشاف النيوريكسينات كمستقبلات لاتروتوكسين ألفا (α-latrotoxin) وهو مادة سامة في سم عنكبوت الأرملة السوداء (black widow spider). وووظيفة النيوريكسينات في الحشرات تشبه نوعًا ما وظيفتها في الفقاريات.
وتعمل نيوريكسينات بيتا (الواقعة قبل المشبك) كمستقبلات لجين النيوروليجين (الواقع بعد المشبك). «يتحد» النيوريكسين والنيوروليجين وينتج عن ذلك ارتباط العصبونين وإنتاج مشبك. وعلاوة على ذلك، وجد أن النيوريكسين بيتا يلعب دورًا في تولد الأوعية.
جينات النيوريكسين هي نيوريكسين 1 ونيوريكسين 2 ونيوريكسين 3.

## البنية
في الثدييات، يرمز النيوريكسين بثلاثة جينات مختلفة (NRXN1 وNRXN2، وNRXN3) يتحكم كل منها في مروجين مختلفين، ألفا المنبع (α) وبيتا المصب (β)، ما ينتج عنه ألفا نيوركسينز 1-3 (α- نيوريكسينات 1-3) و(β-نيوريكسينات 1-3). بالإضافة إلى ذلك، هناك تضفير بديل في 5 مواقع في نيوريكسينات ألفا و2 في نيوريكسينات بيتا؛ أكثر من 2000 متغير لصق ممكن، ما يشير إلى دورها في تحديد خصوصية المشبك.
تتشابه البروتينات المشفرة من الناحية الهيكلية مع اللامينين والشق والأجرين، والبروتينات الأخرى المشاركة في توجيه المحور العصبي وتكوين المشابك. تمتلك نيوريكسينات ألفا ونيوريكسينات بيتا مجالات متطابقة داخل الخلايا ولكن مجالات مختلفة خارج الخلية. يتكون المجال خارج الخلية لنيوريكسين ألفا من ثلاثة تكرارات من النيوريكسين تحتوي كل منها على LNS (laminin، ونيوريكسين، وجلوبيولين رابط لهرمون الجنس) - EGF (عامل نمو البشرة) - مجالات LNS. يرتبط N1α بمجموعة متنوعة من ligands بما في ذلك neuroligins ومستقبلات GABA على الرغم من أن الخلايا العصبية من كل نوع من المستقبلات تعبر عن نيوريكسين. نيوريكسينات بيتا هي إصدارات أقصر من نيوريكسينات ألفا، تحتوي على مجال LNS واحد فقط. نيوريكسين بيتا (الموجود قبل المشبكي) يعمل كمستقبلات للنيوروليجين (الموجود بعد المشبكي). بالإضافة إلى ذلك، وجد أن نيوريكسين بيتا يلعب دورًا في تكوين الأوعية الدموية.
ترتبط المحطة C للقسم القصير داخل الخلايا لكلا النوعين من النيوريكسينات بـ synaptotagmin و PDZ (كثافة ما بعد المشبكي (PSD) -95 / أقراص كبيرة / زونا- أككلودنس -1) من CASK. تشكل هذه التفاعلات روابط بين الحويصلات المشبكية داخل الخلايا وبروتينات الاندماج. وبالتالي تلعب النوركسينات دورًا مهمًا في تجميع الآلات قبل المشبكية وما بعد المشبكي.
عبر المشبك، نطاقات LNS خارج الخلية لها منطقة وظيفية، سطح متغير للغاية، يتكون من حلقات تحمل 3 وصلات لصق. تحيط هذه المنطقة أيون Ca2 + منسق وهي موقع ارتباط نيوروليجين، ما ينتج عنه مركب يعتمد على نيوركسين - نيوروليجين Ca2 + عند تقاطع المشابك الكيميائية.

## التعبير والوظيفة
يتم توزيع النيوريكسينات بشكل منتشر في الخلايا العصبية وتصبح مركزة في النهايات قبل المشبكية عندما تنضج الخلايا العصبية. يوجد اندماج عبر المشبكي بين النيركسين والنوروليجين. يساعد هذا الزناد ثنائي الاتجاه في تكوين نقاط الاشتباك العصبي وهو مكون رئيسي لتعديل الشبكة العصبية. يؤدي الإفراط في التعبير عن أيٍّ من هذه البروتينات إلى زيادة مواقع تكوين المشابك، وبالتالي تقديم دليل على أن النيركسين يلعب دورًا وظيفيًا في تكوين المشابك. على العكس من ذلك، فإن حظر تفاعلات نيوريكسينات بيتا يقلل من عدد المشابك المثيرة والمثبطة. ليس من الواضح كيف يشجع النيركسين على تكوين المشابك العصبية. أحد الاحتمالات هو أن الأكتين يتم بلمرة في نهاية ذيل نيوريكسين بيتا، الذي يحبس ويثبت الحويصلات المتشابكة المتراكمة. يشكل هذا دورة تغذية أمامية، حيث تقوم مجموعات صغيرة من-النيوريكسينات بتجنيد المزيد منها وبروتينات السقالات لتشكيل اتصال لاصق متشابك كبير.